# Cheirodontus basicollis
Cheirodontus basicollis är en skalbaggsart som beskrevs av Lea 1919. Cheirodontus basicollis ingår i släktet Cheirodontus och familjen Melolonthidae. Inga underarter finns listade i Catalogue of Life.